# Stefanus II van Penthièvre
Stefanus II van Penthièvre (overleden in 1164) was van 1148 tot aan zijn dood graaf van Penthièvre. Hij behoorde tot het huis Rennes.

## Levensloop
Stefanus II was de oudste zoon van graaf Godfried II van Penthièvre uit diens huwelijk met Havoise, dochter van Jan I van Dol, heer van Combourg en bisschop van Dol-de-Bretagne.
Na de dood van zijn vader in 1148 werd hij samen met zijn broer Rivallon graaf van Penthièvre. Stefanus bestuurde Penthièvre en Lamballe, terwijl zijn broer Moncontour controleerde. Nadat Rivallon rond 1152 stierf, regeerde Stefanus alleen over het graafschap.
Stefanus II leed aan lepra en bleef om die reden ongehuwd en kinderloos. In 1164 overleed hij aan zijn ziekte, waarna hij werd opgevolgd door zijn neef Godfried III.